# Antonio Raíllo
Antonio Jose Raíllo Arenas (n. 8 octombrie 1991, Córdoba) este un jucător de fotbal spaniol. Din 2016 joacă pentru RCD Mallorca în Primera División.

## Carieră
Raíllo și-a început cariera la CD Pozoblanco. În anul 2011 trece la Real Betis Balompié "B", în 2012 s-a mutat la Córdoba CF și în 2013 merge la RCD Espanyol.